# Augusta von Fersen

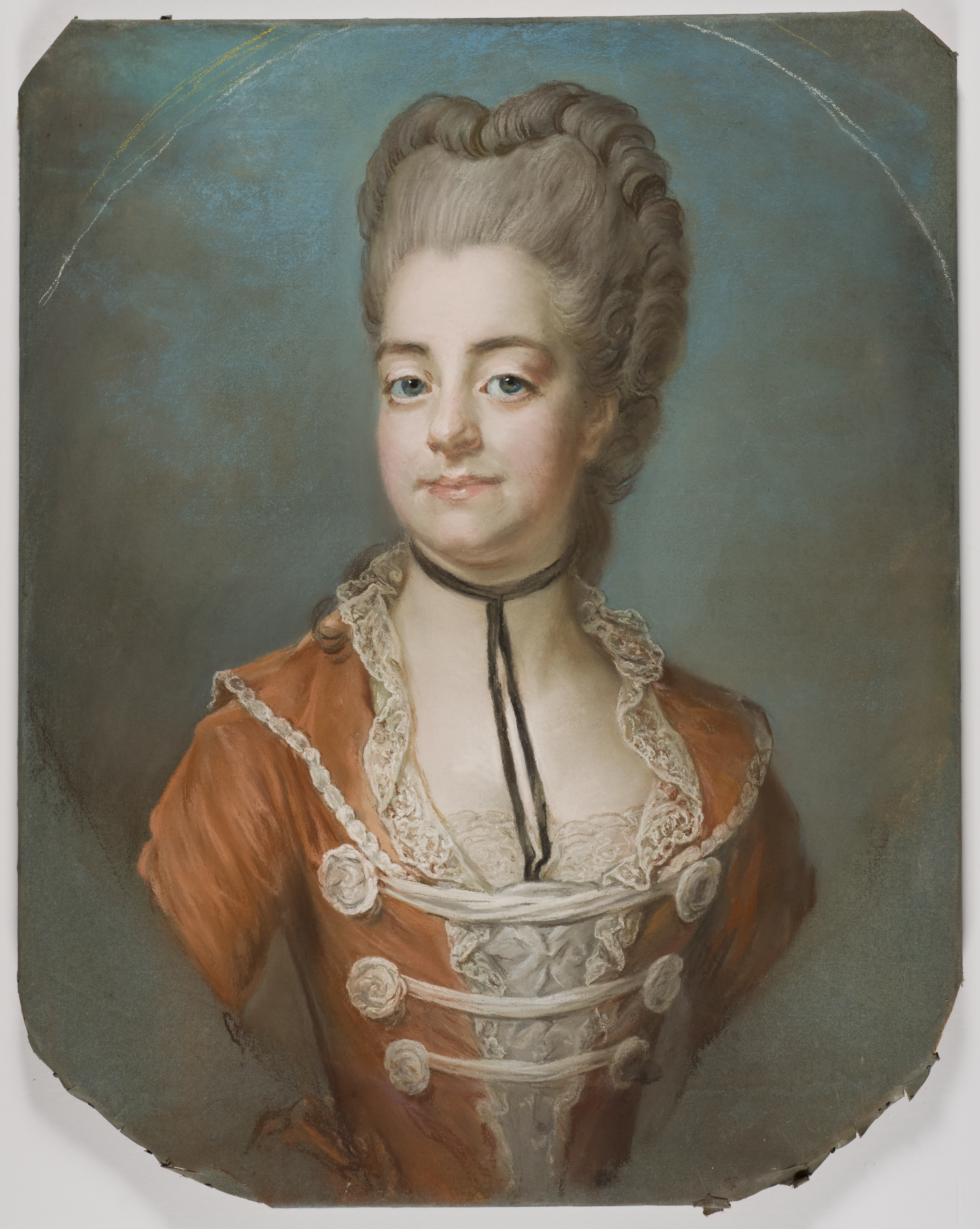
Augusta von Fersen

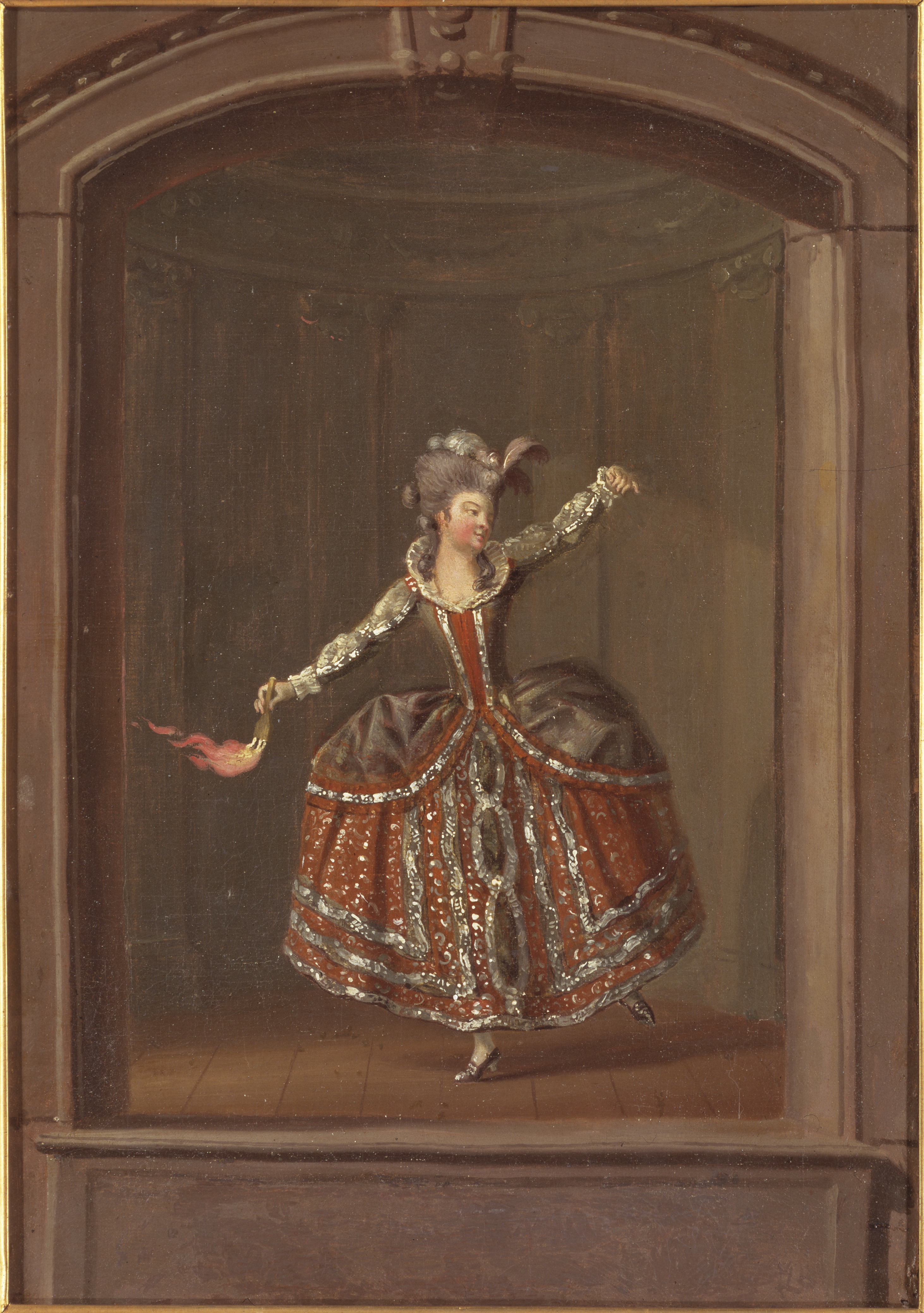
Augusta von Fersen

Christina Augusta von Fersen (10 marzo 1754 – Stoccolma, 8 aprile 1846) è stata una nobildonna svedese.

## Biografia
Augusta era una delle sei figlie di Carl Reinhold von Fersen e della dama di compagnia Charlotta Sparre. Era la nipote di Axel von Fersen il Vecchio e cugina del famoso conte Hans Axel von Fersen. Suo padre è stato descritto come "uno dei più eleganti e vivaci signori del suo tempo", e sua madre è stata celebrata per la sua bellezza alla corte reale francese di Versailles.
Entrambi i suoi genitori hanno trascorso la loro vita in servizio presso la corte reale svedese, e Augusta, così come le sue sorelle, servì come damigella d'onore prima del suo matrimonio. Nel mese di dicembre 1770, sposò il conte Fredrik Adolf Löwenhielm (1743-1810). Dopo il loro matrimonio, la coppia si stabilì nella tenuta di campagna del marito. Ebbero quattro figli:
- Gustaf Karl Fredrik Löwenhielm (1771-1856)
- Carl Axel Löwenhielm (1772-1861)
- Charlotta Lovisa Löwenhielm (1774-1783)
- Fredrik August Löwenhielm (1776-1776)

## Amante reale
Durante la stagione sociale invernale del 1771 a Stoccolma, Augusta è stata corteggiata dal principe Carlo, che era da poco tornato in Svezia dopo essere stato inviato all'estero per separarlo da Brita Horn. La coppia ebbe un figlio, Carl Axel Löwenhielm. Il rapporto era ben noto, ma non era un'amante reale ufficiale; la loro relazione era trattata come uguali agli altri amori extraconiugali che era in quel momento accettato nei circoli della nobiltà e a corte.
Nel 1774, il re Gustavo III convinse il fratello ad accettare un matrimonio dinastico con Carlotta di Holstein-Oldenburg. Lo scopo del matrimonio era di produrre un erede al trono, perché il matrimonio del re con Sofia Maddalena di Danimarca era senza figli. Il 6 aprile 1774, il marito di Augusta è stato nominato inviato svedese a Dresda e partì per la Sassonia. Augusta Löwenhielm rimase in Svezia fino a che non gli fosse stato ordinato dal monarca di unirsi al marito a Dresda prima del matrimonio di Carlo. Rimase a Dresda durante le nozze di Carlo nel mese di luglio e all'arrivo di Carlotta in Svezia, rimase in contatto con Carlo attraverso la corrispondenza segreta.
Tornò in Svezia nell'autunno del 1776. Il duca Carlo cominciò a corteggiarla desiderando continuare la loro storia, dividendo la corte in frazioni che era a favore e chi no, ma Augusta all'inizio rifiutò. Invece, ebbe una breve relazione con il barone Carl Adam Wachtmeister e con il principe russo Aleksandr Borisovič Kurakin, che era stato inviato in Svezia da Caterina la Grande a portare ufficialmente la notizia del matrimonio del granduca. Nel dicembre del 1776, tuttavia, era chiaro che il rapporto tra il duca Carlo e Augusta era ricominciata. La relazione terminò nell'estate del 1777 quando Augusta si innamorò del barone Hans Henric von Essen. Un anno dopo, von Essen era diventato il suo amante ufficiale, mentre il duca Carlo iniziò una relazione con Charlotte Slottsberg.

## Vita di corte
Dal 1777 al 1795, Augusta servì come dama di compagnia alla regina Sofia Maddalena.
Insieme a Ulla von Höpken e Louise Meijerfeldt, divenne nota come una delle "Tre Grazie" nella poesia Gracernas döpelse (Il battesimo delle Grazie) di Johan Henric Kellgren, che era stata scritta nel 1779 e pubblicata nel 1781.
Durante il suo soggiorno a Parigi, sua madre aveva studiato danza sotto Marie Sallé e anche le sue figlie, per questo divenne nota per la loro grazia e talento nel ballo nel teatro amatoriale alla corte di Gustavo III.
Augusta divenne nota per la sua eleganza, il suo buon gusto e il suo fascino. Augusta era indirettamente coinvolta in un duello scandaloso. Dal 1778 fino al 1788, ebbe una relazione permanente con il barone Hans Henric von Essen. Nel 1788, il suo amante, chiese la mano dell'ereditiera Charlotta Eleonora De Geer (1771-1798), che accettò. La sua proposta è stata accolta con grande avversione all'interno della corte reale a causa della sua relazione con Augusta, e venne sfidato a duello dal rivale Adolph Ribbing. Ribbing aveva chiesto la mano di De Geer, ma era stato rifiutato dal padre, a causa di motivi economici. Il duello ebbe luogo in presenza di alcuni ufficiali e portò alla sconfitta di von Essen, che rimase leggermente ferito. Il duello è stato considerato come uno scandalo e un crimine contro il re. L'episodio causò in Ribbing una grande animosità contro il re, e fu successivamente coinvolto nel regicidio contro Gustavo III.
Nel 1795, la madre fu sollevata dalla sua posizione, e le sue figlie Ulla e Augusta lasciarono contemporaneamente le loro posizioni a corte in solidarietà, ufficialmente per tendere per la salute della madre. La madre morì nello stesso anno. Nel 1799, ha presentato Lolotte Forssberg a corte.

## Morte
Trascorse i suoi ultimi anni nella religione e nella carità, morendo a Stoccolma nel 1846.